# Violetta – Cesta na vrchol
Violetta – Cesta na vrchol je televizní italský film roku 2015, žánr muzikál a dokument. V Itálii měl premiéru 26. září 2015.

## Popis filmu
Film sleduje světové turné Violetta Live v čele s Martinou Stoessel, protagonistkou seriálu Violetta, s ostatním hlavními herci, se scénami z představení koncertu, který se konal dne 27. února 2015 v Montpellier ve Francii. Film ukazuje důvěrné rozhovory s herci, vypráví napínavé a pozoruhodné příběhy o hercích, kterých dostáhli díky tvrdé práce, nadšení a odhodlání. Film je jedinečný zážitek. Odhaluje osobní příběhy z dětství a jejich vzpomínky a emoce ze vztahu ke zkušenosti Violetta.

## Obsazení
- Martina Stoessel jako Violetta
- Jorge Blanco , jako León
- Diego Domínguez jako Diego
- Mercedes Lambre jako Ludmila
- Ruggero Pasquarelli jako Federico
- Candelaria Molfese jako Camila
- Facundo Gambandé jako Maxi
- Samuel Nascimento jako Broduey
- Alba Rico jako Naty

## Premiéry
| Země             | Kanál                          | Datum premiér    | Název                      |
| ---------------- | ------------------------------ | ---------------- | -------------------------- |
| Itálie           | Disney Channel Itálie          | 26. září 2015    | Violetta - The Journey     |
| Španělsko        | Disney Channel Španělsko       | 2. října 2015    | Violetta: El Viaje         |
| Polsko           | Disney Channel Polsko          | 9. října 2015    | Violetta: Podróz           |
| Francie          | Disney Channel Francie         | 2. prosince 2015 | Violetta - L' Aventura     |
| Portugalsko      | Disney Channel Portugalsko     | 7. ledna 2016    | Violetta - A Viagem        |
| Česko, Slovensko | Disney Channel Česká republika | 15. dubna 2016   | Violetta - Cesta na vrchol |